# La nave dei dannati
La nave dei dannati (Voyage of the Damned) è un film storico del 1976, diretto da Stuart Rosenberg, narrante i tragici fatti del transatlantico St. Louis al quale, nel 1939, con a bordo oltre 900 passeggeri ebrei in cerca di salvezza dalle persecuzioni naziste, dall'America venne rifiutato lo sbarco, e che di conseguenza si ritrovò costretto a tornare indietro, nel bel mezzo della persecuzione e distruzione della Seconda guerra mondiale in atto nel continente europeo.

## Trama
Amburgo, 13 maggio 1939: il transatlantico tedesco MS St. Louis, con a bordo 937 profughi ebrei, lascia la Germania, dove è sempre più evidente e opprimente l'antisemitismo, diretto in America, a L'Avana, a Cuba; tuttavia nessuno dei passeggeri, neppure il capitano Schroder stesso, sa che in realtà il viaggio è stato empiamente organizzato, a scopo di propaganda, dal ministro nazista Joseph Goebbels, e si tramuterà in una spaventosa odissea, che, fra l'altro, si rivelerà anche la fine, quando nessuno Stato in America farà sbarcare la nave, che anzi verrà rimandata indietro, conducendo i passeggeri a morte certa, nei campi di sterminio di cui si sta riempiendo l'Europa.

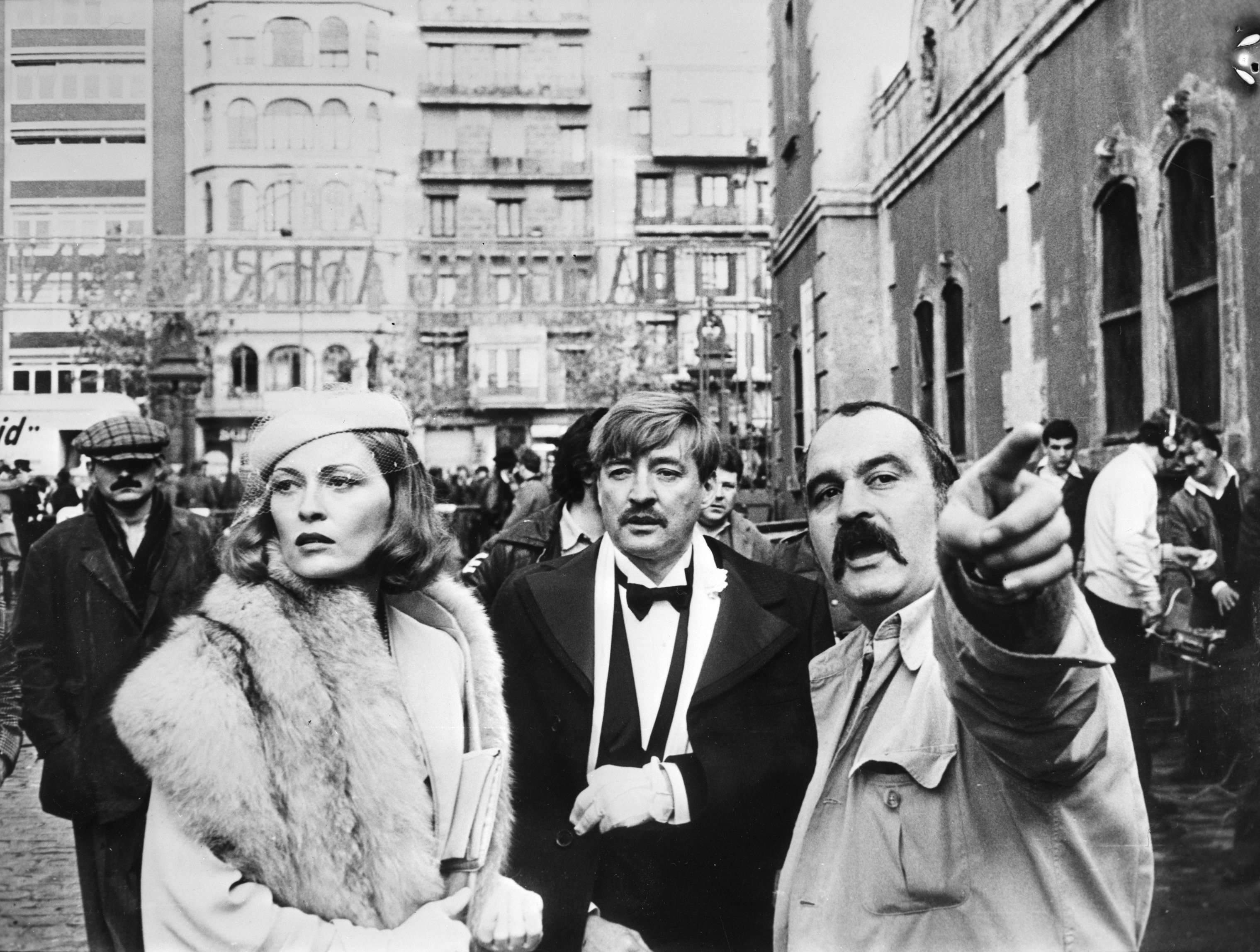
La protagonista Faye Dunaway, Oskar Werner e il regista Stuart Rosenberg sul set del film a Barcellona

Infatti, una volta giunti dopo giorni a Cuba, Il governo locale rifiuta l'ingresso ai passeggeri della nave, che di conseguenza vira a Nord per tentare lo sbarco negli Stati Uniti: però, mentre attendono al largo delle coste della Florida il verdetto, i passeggeri vengono a sapere che di nuovo è stato rifiutato loro lo sbarco, così come infine anche in Canada, ultima ancora di salvezza, ma che anzi si rivela del tutto indifferente anche di fronte a un viaggio che va della vita di centinaia di persone. Di conseguenza al povero capitano Schroder non viene lasciata altra scelta se non tornare nella pericolosissima Europa appena entrata in guerra.
Il capitano, come unica piccola gioia, mentre è in viaggio riceve una lettera firmata da 200 passeggeri in cui si dice che essi si daranno la mano e si tufferanno in mare piuttosto che tornare in Germania a morire perseguitati: così il comandante, venendo loro incontro, dichiara che incaglierà la nave su una scogliera al largo della costa meridionale dell'Inghilterra, per consentire loro di salvarsi mettendosi in salvo lì.
Poco prima della fine del film, viene rivelato che i governi di Belgio, Francia, Paesi Bassi e Regno Unito presero parte all'accordo e accettarono ognuno una parte dei passeggeri come rifugiati. Mentre tutti sulla nave acclamano la notizia, le note a piè di pagina svelano che destino in realtà più di 600 dei 937 passeggeri hanno dovuto subire, cioè che, non stabilendosi nella sicura Gran Bretagna ma nelle altre nazioni europee sopracitate, alla fine vennero scoperti dalle squadre naziste presenti lì e furono deportati nei campi di concentramento nazisti, dove tutti trovarono la morte, eccetto Denise Kreisler, la protagonista: 1 persona su 600.

## Produzione

### Sviluppo
Il saggio ufficiale su cui è basato il film, e narrante le vicende di quel tragico viaggio, venne pubblicato su tutti i giornali inglesi e statunitensi nel 1974. Il Los Angeles Times lo definì "un documento raro e illuminante di storia umana". L'opera divenne subito un best seller, e gli autori, tutti inglesi, ne guadagnarono circa 500.000 sterline a testa.

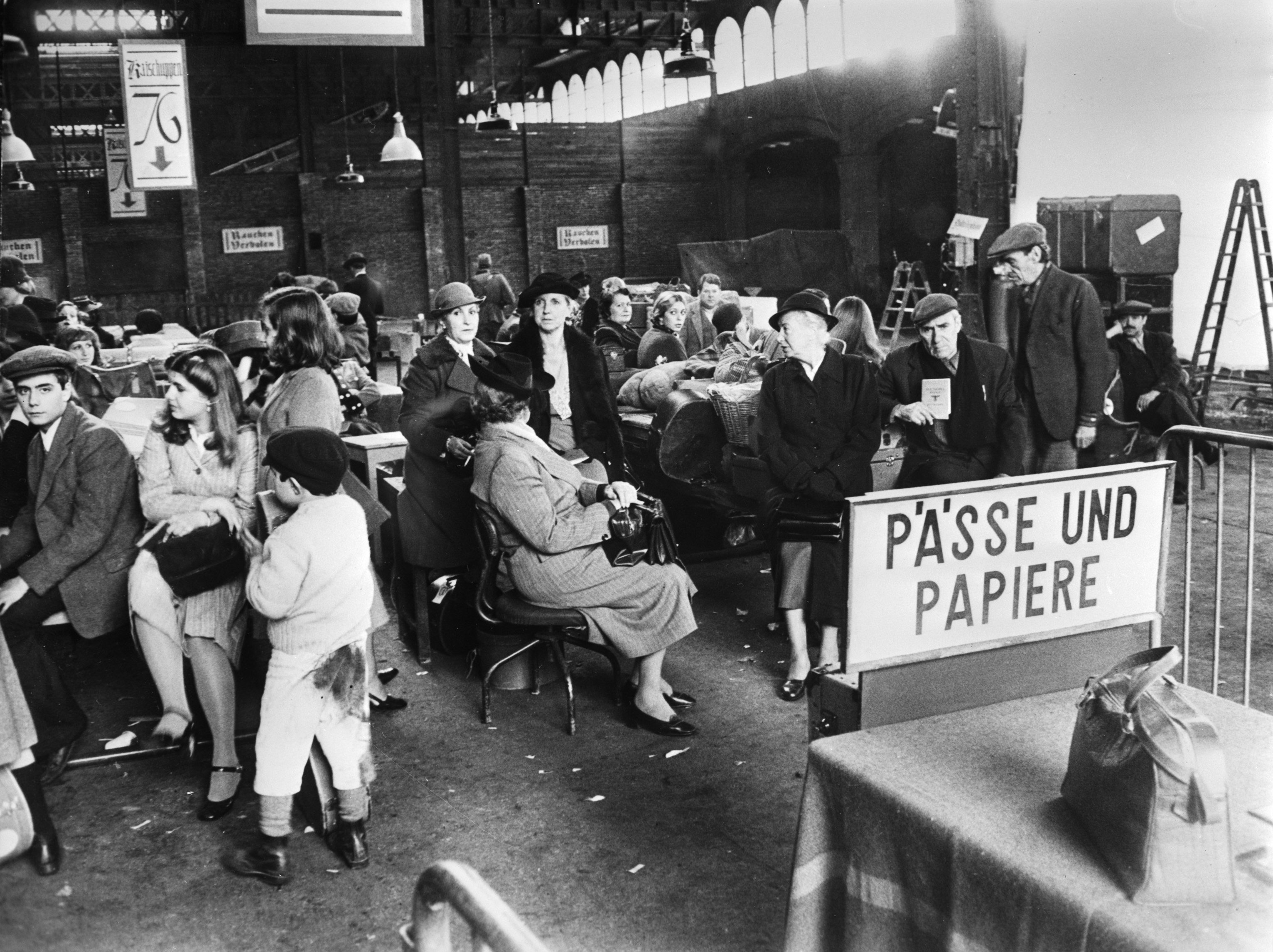
Il set del film a Barcellona

Questo film è stato il primo prodotto della Associated General Films, che acquistò i diritti sul libro nel 1975: all'inizio era stato concepito come un film di serie B di produzione della statunitense ABC, ma il suo budget si rivelò molto più costoso di ciò che all'inizio si pensava, poiché raggiunse i 7,3 milioni di dollari, costo troppo alto per un B-movie.

### Riprese
Il film venne girato a bordo della nave italiana Irpinia (all'inizio battezzata Campana), all'epoca un capolavoro dell'ingegneria navale per grandezza e tecnologie, che per il film venne dotata di due finti fumaioli per assomigliare al St. Louis.
Invece, per quanto riguarda tutte le scene sulla terra ferma, le riprese si svolsero tra Barcellona (in sostituzione di Cuba), Londra e gli EMI Studios a Borehamwood, nel Regno Unito.

## Colonna sonora
La colonna sonora del film è stata prodotta, composta e realizzata appositamente per il film dal grande compositore argentino Lalo Schifrin, registrata tra il 12 e 13 aprile 1977, e rilasciata nel giugno dello stesso anno.

## Distribuzione
Il film venne distribuito nelle sale cinematografiche statunitensi a partire dal 22 dicembre 1976, nel Regno Unito dal 3 novembre 1977, mentre in Italia non arrivò mai nei cinema, ma direttamente sul piccolo schermo, dal 1978 in poi, quando uscì anche nel resto d'Europa.

## Accoglienza

### Incassi
Il film al botteghino si rivelò un enorme flop, poiché arrivò a guadagnare soltanto 1 750 000 dollari.

## Riconoscimenti
- 1977 - Premio Oscar[10]
  - Candidatura per la miglior attrice non protagonista a Lee Grant
  - Candidatura per la migliore sceneggiatura non originale a David Butler e Steve Shagan
  - Candidatura per la migliore colonna sonora a Lalo Schifrin
- 1977 - Golden Globe[11]
  - Miglior attrice non protagonista a Katharine Ross

## Curiosità
- Per questo film Katharine Ross batte un primato: infatti vinse un Golden Globe per una performance di sole 2 scene, per un totale di soli 9 minuti di apparizione;
- Fino a un certo punto della produzione, era stata presa in considerazione come possibile location di alcune riprese anche l'antica Jugoslavia, per sostituire L'Avana e Amburgo: tuttavia l'unica nave che si riuscì a trovare per girare, piuttosto simile all'originale St. Louis, venne distrutta in un porto, perciò l'idea fu abbandonata.[12]